# 中山莉子
中山 莉子（なかやま りこ、2000年10月28日 - ）は、日本のアイドル、ファッションモデル、女優、歌手であり、私立恵比寿中学のメンバー。グループでのメンバーカラーは水色。
東京都出身。スターダストプロモーション所属。

## 略歴
小学5年生の冬に明治神宮前駅の階段でスカウトされ、スターダストプロモーションに所属。なお、スカウトしたのは柴咲コウのチーフマネージャーであった。同期はCROWN POPの山本花織ら。事務所に入って最初の仕事は栄光ゼミナールのパンフレットだった。
2013年11月9日、AKIBAカルチャーズ劇場にてお披露目された、3B juniorのアイドルグループ「チーム大王イカ」のメンバーとして活動。翌2014年1月4日、グリーンドーム前橋にて行われたイベント『3Bjunior Live Final“俺の藤井”2014』にて、同グループのメンバーであった小林歌穂と共に（かほりこ）、私立恵比寿中学への転入（加入）が発表された（当時中学1年生）。出席番号は12番。
2014年3月21日、グランキューブ大阪で行われた『私立恵比寿中学 Luck To The Future PART2』にて初ステージ。約2ヶ月で20曲以上を覚えてのライブとなった。同年6月4日、私立恵比寿中学のシングル「バタフライエフェクト」でCDデビュー。
2015年、GYAO!ドラマ『女子の事件は大抵、トイレで起こるのだ。』に美少女 役として出演、2015年8月22日公開の劇場版にも出演した。
2016年8月19日、ファッション誌『ラブベリー』の専属モデル“ラブモ”を務めることが発表される。同誌vol.3では表紙を飾った。同年10月27日、初となる生誕ソロライブ「中山莉子の生誕祭。」を東京・ステラボールで開催した。
2017年1月28日、個人Instagramを開設。
2017年10月28日、自身初となる写真集『中山莉子の写真集。』を発売、発売日当日にはお渡し会イベントも開催された。
2017年12月、テレビドラマ『- 咲-Saki-阿知賀編 episode of side-A』（MBS TBSほか）に鷺森灼 役として出演し、2018年1月20日公開の劇場版にも同役で出演した。
2020年12月、舞台「シベリア少女鉄道 vol.33『メモリー×メモリー』」に かな 役として出演。
2021年10月18日、公式ホームページにて扁桃腺摘出手術を行うことを発表。11月15日、自身のInstagramにて手術を無事に終え退院したことを公開した。同年12月27 - 28日の大学芸会で手術後初のライブに出演した。
2022年5月、QJWebにて連載「QJWebカメラ部」を開始した。
2022年7月、舞台「NIGHT HEAD 2041-THE STAGE-」に双海翔子 役として出演。
2023年10月27日、写真集『中山莉子の2nd写真集。』を発売した。
2024年8月29日、同年11月号からファッション誌『S Cawaii!』のレギュラーモデルを務めることが発表された。
2024年11月、「中山莉子の写真展」を開催。
2025年5月16日、書籍「中山莉子のフォトスタイルブック。」を発売。本作の発売イベントにて、自身がプロデュースするアパレルブランド「Ri-feel」（リィフィール）の立ち上げを発表した。

## 人物

### モデル
2016年から2017年までファッション誌『ラブベリー』の専属モデル“ラブモ”を務めた。2016年7月29日、「Girls Summer Festival by GirlsAward」に松野莉奈と出演しランウェイを歩いた。出演直後のインタビューで夢を叶える秘訣を問われ「出来事をメモすること。私は携帯に、例えば今日だったら先生に教えてもらったポージングを書きとめておきました。次またファッションショーに出させていただく機会があれば、そのメモを見て同じことを繰り返し注意されないようにするんです。今日より明日、明日より明後日はもっと上の自分を目指せるように、それをずっと続けています。」と答えた。自分の叶えたい目標もメモしている。
ファッション誌『S Cawaii!』のレギュラーモデルを2024年11月号から務めている。2025年5月、自身がプロデュースするアパレルブランド「Ri-feel」（リィフィール）を立ち上げた。

### 私立恵比寿中学
出席番号12番。イメージカラーは水色。キャッチフレーズは「さそり座の中学生」。
愛称は「りったん」（命名者は中村優）。3歳上の兄がおり、2人兄妹。私立恵比寿中学メンバーの小林歌穂とは同い年であり、2014年のグループ参加後から2021年に新メンバー3人を迎えるまで同グループ内の最年少であった。2024年9月14日にグループ加入10周年記念ライブ「それみろ！カホリコ〜レンコンと天丼から10年〜」を開催した。
自己紹介は「莉子三三七拍子いくぞー！（オー!）タンタンタン！（オイ!）タンタンタン！（オイ!）タンタンタンタンタン（りったん!）タンタンタン！（オイ!）タンタンタン！（オイ!）みんなで一緒に（エイエイオー!） さそり座の中学生、出席番号12番、中山莉子です！」。

### その他
特技はバトン、トランペット、片手前方倒立回転。幼稚園の年長から始めたバトントワリングでは、全国大会や個人選手権への出場経験がある。小学校でトランペット、中学校時代はクラリネットをやっていた。趣味は写真を撮ることで、QJWebカメラ部として2022年5月から約2年半の間、毎週火曜日の連載を担当していた。カメラ誌『CAPA』2023年1月号において表紙に掲載され、2024年11月には「中山莉子の写真展」を開催した。
好きな食べ物はきゅうりの浅漬けとさくらんぼ。
普段はコンタクトだが、家ではメガネを着用している。
よく聴くアーティストはmiwaで、2015年8月3日に国立代々木競技場で行われたGIRLS' FACTORYで共演した際には私物のmiwaタオルを持って参加した。
本人曰く、はっきり話せずもじもじするところがある。また、過去にブログの文章を母親にチェックしてもらっていた事があり、文章を作ることを苦手としている。
わーすたの三品瑠香と小玉梨々華、乃木坂46の与田祐希と仲が良く、しばしばこの4人で遊びに行く仲である。本人曰く、この4人の集まりはそれぞれの所属するグループ名から取り、「恵比すた坂」。
日清シスコ ココナッツサブレの公式キャンペーンキャラクター「ココ夏三郎」を考案した。

## 出演

### テレビ
- 8Kで体感！スポーツの魅力～岡崎体育～（2020年2月 - 、NHK総合など）
- ボーッとしてるとお金は消える！？いまを楽しむ“投資”をはじめよう（2022年3月21日、BSテレビ東京）
- 趣味どきっ!（2023年8月21日、NHK Eテレ）
- THE突破ファイル（2024年8月22日、2025年1月23日、日本テレビ系）- 再現ドラマに出演

### ドラマ
- 女子の事件は大抵、トイレで起こるのだ。（2015年5月20日 - 、全12話、GYAO!） - 美少女 役[22]
- 咲-Saki-阿知賀編 episode of side-A（2017年12月 - 2018年1月、MBS / TBS） - 鷺森灼 役[23]
- スカパー朝のTwitterドラマ(超短編)第8作「文学」（2019年4月8日 - 12日、全5話、Twitter） - 主演[24][25]
- 禍話（2021年7月11日、朝日放送テレビ）- 例の女 役[26]
- かりあげクン 第4話（2023年1月28日、BS松竹東急） - 山本 役[27][28]
- ショートドラマ『彼女と私 お嬢様JKラーメン屋へ』（2025年4月25日、YouTube）[29]

### 映画
- 女子の事件は大抵、トイレで起こるのだ。劇場版 「前編 入る？」/「後編 出る！」（2015年8月22日、アスミック・エース） - 美少女 役[30][31]
- 咲-Saki-阿知賀編 episode of side-A（2018年1月20日公開、ティ・ジョイ） - 鷺森灼 役[23]

### 舞台
- エビ中文化祭 ～恵比寿リトル歌劇団、ふたたび～ （2013年6月、ミュージカル）- サチ 役　（映像出演）
- うち劇『タイムリープガール～80's 歌のヒットパレード～』（2020年8月1日配信、作・演出：太田善也） - まみ 役[32]
- シベリア少女鉄道 vol.33『メモリー×メモリー』（2020年12月9日 - 13日、赤坂 草月ホール、作・演出：土屋亮一） - かな 役
- ブランニューオペレッタ『Cape jasmine』（2021年10月6日 - 7日、日本青年館ホール、作・演出：根本宗子）- どこかの中山莉子 役[33][34]
- マーダーミステリーシアター『裏切りの晩餐』（2021年12月15日配信、原作：秋口ぎぐる・演出：三木康一郎）- 村島あい 役
- NIGHT HEAD 2041-THE STAGE-（2022年7月1日 - 8日、シアターGロッソ、原作：飯田譲治・演出：加古臨王）- 双海翔子 役（Wキャスト）[35]
- マーダーミステリーシアター『殺意の代償』（2025年3月14日、品川プリンスホテル Club eX）- 宮下かなこ 役[36]
- ぼくらの七日間戦争2025（2025年8月24日 - 9月18日〈予定〉、東京建物 Brillia HALL 他、原作：宗⽥理・脚本・演出：伊勢直弘） - 橋⼝純⼦ 役（Wキャスト）[37]

### インターネット配信／動画
- みんなで一緒に配信公演みようぜ！「メモリー×メモリー」同時視聴LIVEコメンタリー（2020年12月19日、YouTube）[38]
- 中山莉子のトークルーム。（2021年10月28日 - 、SHOWROOM）
- 「NIGHT HEAD 2041-THE STAGE-」公演直前女子会SP（2022年6月13日、ニコニコ生放送）
- やかんとアイドル（2023年5月31日〜6月4日、6月17日〜18日、YouTube）
- 真山りかのアニメ300％（2023年10月27日、ニコニコ生放送）

### ラジオ番組
- ラジオiNEWS（2018年6月5日・26日、ラジオNIKKEI第1放送） - ゲスト出演
- 東京03の好きにさせるかッ!（2022年5月19日、NHKラジオ第1放送） - コント「歌うアイスクリーム屋さん」に真山りかとゲスト出演

### イベント
- Girls Summer Festival by GirlsAward（2016年7月29日、東京・代々木第二体育館）
- 中山莉子の写真展。（2024年11月1日 - 13日、東京・WONDER PHOTO SHOP）[39]

### ソロライブ
| #  | 開催日         | 会場                   | 備考                          |
| -- | -------------- | ---------------------- | ----------------------------- |
| 1  | 2016年10月27日 | ステラボール           | [ 6 ]                         |
| 2  | 2017年10月26日 | 赤坂BLITZ              | [ 40 ]                        |
| 3  | 2018年10月25日 | マイナビBLITZ赤坂      | [ 41 ]                        |
| 4  | 2019年10月28日 | マイナビBLITZ赤坂      | [ 42 ]                        |
| 5  | 2020年10月11日 | ステラボール           | [ 43 ]                        |
| 6  | 2021年10月12日 | Zepp DiverCity         | [ 注 1 ] [ 46 ] [ 47 ] [ 48 ] |
| 7  | 2022年10月24日 | KT Zepp Yokohama       | [ 49 ]                        |
| 8  | 2023年10月30日 | KT Zepp Yokohama       | [ 50 ]                        |
| 9  | 2024年10月29日 | Zepp Shinjuku（TOKYO） | [ 51 ]                        |
| 10 | 2025年10月28日 | KT Zepp Yokohama       |                               |

### Web
- Ank Rouge Webカタログ「Neo Casual SS collection vol.5」（2021年5月14日公開）[52][53] - モデル
- JILLSTUART Beauty（2023年2月6日公開）- Twitterキャンペーンモデル
- WEB連載「QJWebカメラ部」（2022年5月 - 2024年11月）- 毎週火曜日を担当[19]

## 書籍

### 雑誌
- Ebi Collection（vol.10 vol.14 vol.24 vol.31 vol.34 vol.37 vol.42 vol.43 vol.50 vol.54 vol.59、東京ニュース通信社）[54]
- LOVE berry（2016年1月 -  2017年12月、徳間書店）[55][56] - 専属モデル[注 2]
- graduation 中学卒業2016（東京ニュース通信社）
- UTB（2016年4月号、10月号、2021年1月号[注 3]、ワニブックス）
- 週刊ビッグコミックスピリッツ（2016年12号[57]、2017年6号[58][注 4]、2023年24号[注 5]、小学館）
- FINEBOYS（2017年10月号）
- IDOL AND READ（018[59]、シンコーミュージック・エンタテイメント） - 表紙、インタビュー
- アップトゥボーイ（2021年1月号、ワニブックス）
- B.L.T.（2021年1月号、東京ニュース通信社）
- BUBKA（2021年5月号[注 3]、2022年7月号、白夜書房）
- 月刊エンタメ（2021年8月号[注 6]、2023年1月号[注 7]、徳間書店）
- CAPA（2023年1月号、ワン・パブリッシング）- 表紙
- anan（2337号[注 8]、マガジンハウス）
- グラビアザテレビジョン（vol.68、KADOKAWA）
- S Cawaii!（2024年8月号[注 9]、11月号[注 10] - 、主婦の友社） - レギュラーモデル ／ 25年5月号では小林歌穂と共に表紙（特別版）
- 月刊わんこ（vol.10[注 11][60]、vol.18[注 3]、ジェイロック）
- 美的（2025年3月号、小学館）
- IDOL FILE（Vol.36、ROCKS ENTERTAINMENT）

### 写真集
- 中山莉子の写真集。（2017年10月28日、東京ニュース通信社）[61][62]
- 中山莉子の2nd写真集。（2023年10月27日、KADOKAWA）[63]

- デジタル写真集『Super Celebration私立恵比寿中学 スピコミ選抜』（2023年5月15日、小学館）[注 5]

### スタイルブック
- 中山莉子のフォトスタイルブック。（2025年5月16日、主婦の友社）[64][65]

## 作品
- ソロ楽曲「ペコペコリーヌ」（作詞：YUI（バクバクドキン）、作曲・編曲：U-re:x）[66] - エビ中のユニットアルバム さいたまスーパーアリーナ2015盤（2015年12月12日発売）に収録

エビ中の楽曲では「制服"報連相"ファンク」「オメカシ・フィーバー」が中山をフィーチャーした曲である。

### 参加作品
| 発売日        | タイトル               | 備考                                                                         |
| ------------- | ---------------------- | ---------------------------------------------------------------------------- |
| 2018年1月17日 | 笑顔ノ花／春～spring～ | 「阿知賀女子学院麻雀部」名義。「咲-Saki-阿知賀編 episode of side-A」の主題歌 |